# بوستانتسی
بوستانتسی (به بلغاری: Bostantsi) یک منطقهٔ مسکونی در بلغارستان است که در Chernoochene واقع شده‌است.
 بوستانتسی ۱٫۱۶ کیلومتر مربع مساحت و ۹۰ نفر جمعیت دارد.